# Vezalna fonologija
Za pionirsko delo fonološke teorije, imenovane vezalna fonologija (angl. Government Phonology), velja razprava Kaye, Lowenstamm in Vergnaud (1985), v kateri je predlagana prva različica teorije o notranji zgradbi fonoloških segmentov. V teoriji elementov (angl. Element Theory) segmenti niso zgrajeni iz binarnih razlikovalnih oznak, temveč privativnih elementov.
Kaye, Lowenstamm in Vergnaud (1990) razvija teorijo o zlogu, ki zloga ne privzame za primitiv teorije. Še več, v tej teoriji zlog ni niti sestavnik. Fonotaktične omejitve so zapisane z vezalnimi razmerji med segmenti. 
Bogat spletni vir člankov o vezalni fonologiji in sorodnih področjih je najti na http://www.unice.fr/dsl/tobias.htm Arhivirano 2008-01-15 na Wayback Machine..